# Hot Dogs
De Hot Dogs was een Duitse dixieland-jazzband uit München.

## Carrière
De Hot Dogs waren oorspronkelijk een dixieland-jazzband uit München, die vooral door naar jazz omgebouwde Beierse liederen en andere volksmuziek in Duitsland landelijke bekendheid kregen. De band werd in 1955 door studenten van de toenmalige Technische Hochschule en van het Maximilians Gymnasium opgericht onder de naam TH Hot Dogs, spoedig gewijzigd naar New Orleans Hot Dogs, om de geprefereerde jazzstijl van de band te benadrukken. In 1966 had de band het eerste grote succes met Ja, so warn’s, die alten Rittersleut. Dit door Karl Valentin geschreven lied werd steeds weer met nieuwe, soms immorele coupletten uitgebreid, die per optreden werden gewijzigd. Toen de band vanaf ongeveer 1970 als professionele band verder ging, werd de bandnaam ingekort naar Hot Dogs. In 2004, na 50 jaar optredens, werden de Hot Dogs ontbonden. Ze waren daarmee de succesvolste Duitse dixielandband en de muzikanten behoorden tot de weinige jazzmuzikanten, die van hun muziek konden leven tot aan hun pensioen.
Aanjager van de band was vanaf het begin de in oktober 2011 overleden pianist Gerhard Sterr met arrangementen en composities, maar ook op zakelijk vlak. Hij was het ook, die vroeg begon met Beierse stukken (Tölzer Schützenmarsch, Wildschütz Jennerwein) aan het repertoire van de band toe te voegen, omdat veel beroemde New Orleans-jazzstukken een soortgelijke oorsprong hadden. Hij legde daarmee de grondsteen voor de latere successen, ver over de grenzen van München uit. Door de professionalisering van de band werd hij dan ook formeel de bandleader.

## De bandleden en hun instrumenten
- Piano: Gerhard Sterr (ook bandleader, arrangeur, componist, 1955; † 2011)
- Trompet: Fritz Dünckelmayer (1956), Franz 'Muggsy' Müller (1960, gest.1989), Ingo Ruppert (1982), Gabor Kristof (1983), Kai Lauber (1991)
- Klarinet: Helmut 'Hetschi' Breithaupt (1955), Ludwig 'Wiggerl' Niedermeier (ook zang, 1958; † 2010)
- Sopraansaxofoon: Joe Viera (1955–1957)
- Trombone: Malte 'Olle' Sund (1955), Bernd Etzel (ook arrangeur, 1966), Alfred 'Bob' Biermaier (1975)
- Bas: Theo Breitner (1955), 'Chico Smazoni' Erich Schmölz (1957), Herbert Liedl (1968–1971)
- Tuba: Hermann Otto (1956–1957), Bernhard 'Goofy' Essmann (ook zang, 1971)
- Banjo: P. G. Dotzert (ook zang, 1955), Manfred 'Manni' Zöbisch (1960), Michael Meister (1968), Helmut Baumann (1979), Sigi Schaller (1995)
- Wasbord: Mike von Winterfeld (1955–1956)
- Drums: Fritz Doh (1955), Werner Hierl (1956), Rolf Maurer (1958), Ernst 'Icke' Sohn (1961), Hermann Milz (1968), Hans Kreß (1971)

## Discografie

### Singles
- 1966: Ja, so warn's, die alten Rittersleut
- 1966: Der Wildschütz Jennerwein
- 1972: Ja, mir san mit'm Radl da
- 1972: Der Stolz von der Au
- Schau hi, da liegt a toter Fisch im Wasser!
- Bubi, Bubi, noch einmal
- Die Moritat vom Hintertupfer Bene
- Das gibt es nur in Bayern
- I möcht a Herz ham mit Kartoffeln
- I bin der Wirt von Stoa
- Bayern is a Weltmacht
- Es steigt a Kuh aus der U-Bahn
- Hä Mare
- EH-LA-BAS

### Albums
- 1964: Dixie Schlager-Schnauferl
- 1964: Oldtime Schlager Schnauferl
- 1967: Bayrisch
- 1968: Hot Dogs IV – Eine Mord(s) Gaudi
- 1970: Ja so warn's, die alten Rittersleut
- 1971: Ja, so san's die Hot Dogs
- 1972: Königlich Bayerischer Bierjazz
- 1973: Bierzeltparty
- 1973: Xund samma
- 1975: Neue Ritter Gaudi
- 1975: 20 Jahre Hot Dogs – Dixie Jubilee
- 1976: Hit Gaudi
- 1976: Gaudi auf der Isar
- 1977: Das große Hot Dogs Halleluja
- 1979: Hä-la-li-lo
- 1980: Lacht's Euch an Ast
- 1981: Ju-hu-bi-läums-Dixie
- 1983: Riesen-Gaudi
- 1990: 35 Jahre Hot Dogs – Ja so warn's, ja so san's
- 1995: 40 Jahre Hot Dogs – Ja so warn's, die alten Rittersleut
- 2000: Hot Dogs Bavaria 2000 – cd (5 nummers)

### Compilaties en speciale edities
- Ja so warn's, die alten Rittesleut – Deutscher Schallplattenclub (sampler)
- Ja so warn's, die alten Rittersleut – Club-speciale editie (sampler)
- Hot Dogs – (sampler)
- Starportrait – (sampler)
- Dixieland – (sampler)
- Alte Rittersleut' und andere tapfere Bayern – speciale editie (sampler)
- Neue Reime der alten Rittersleut – speciale editie (sampler)
- Gaudi, Jux und Rittersleut (sampler)
- Gaudi, Jux und Rittersleut 2 (sampler)
- Collection Die Hot Dogs (= Oldtime Schlager-Schnauferl)
- Hot Dogs (=Bayrisch)
- Ja so warn's die alten Rittersleut (sampler)
- Gaudi, Jux und Hits (= Gaudi auf der Isar) – Club-speciale editie
- HOT DOGS Made In Germany – cd